# Otto von Gierke

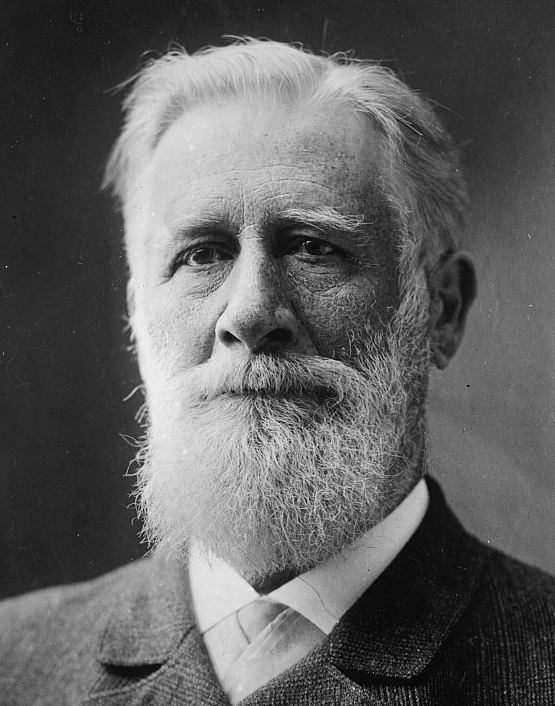
Otto von Gierke

Otto Friedrich von Gierke (Stettino, 11 gennaio 1841 – Berlino, 10 ottobre 1921) è stato un giurista tedesco.

## Vita
Ultimo di cinque figli, subì la prematura perdita dei genitori, morti entrambi di colera nel 1855. Come studente all'università di Berlino fu fortemente influenzato dalle teorie di Georg Beseler, giurista della scuola germanista. Fu professore nelle università di Breslavia, Heidelberg e Berlino, dove prese la cattedra precedentemente appartenuta a Beseler, nel frattempo scomparso, e dove coprì anche la carica di rettore (1902/03).
La sua dottrina fondamentale si basa sul concetto secondo il quale il fenomeno giuridico trova la sua fonte e giustificazione nelle diverse collettività umane che si formano spontaneamente attraverso l'aggregazione di gruppi e poi di gruppi di gruppi: dalle famiglie alle comunità di vicini fino al sorgere dello Stato. Si nota la ripresa di teorie di origine medioevale, già formulate da Tommaso d'Aquino e soprattutto da Dante Alighieri nel suo De Monarchia.

## Opere
- Das deutsche Genossenschaftsrecht, Berlino 4 volumi, 1868, 1873, 1881
- Deutsches Privatrecht, 3 volumi, Leipzig 1895
- Naturrecht und Deutsches Recht, Francoforte 1883
- Johannes Althusius und die Entwicklung der naturrechtlichen Staatstheorie, Berlino 1880